# Cultuurkritiek
Cultuurkritiek is kritiek op cultuur. Dit kan holistische cultuurkritiek zijn, men vat dan de cultuur als eenduidig en eenvormig op. Deze benadering is sterk positivistisch. Cultuurkritiek kan daarentegen ook commentaar leveren op een aspect van een cultuur. Aan de persoonlijke invulling die men aan de cultuurkritiek geeft, ligt een wetenschapsfilosofie, levensovertuiging of visie op kunst ten grondslag. De criticus opereert vanuit een subjectief kader. Positivistische, relativistische, egalitaire, elitaire, religieuze, anarchistische of darwinistische overtuigingen kunnen daarin een rol spelen. Behalve dit onderscheid in denkkaders, die in allerlei combinaties voor kunnen komen, is er het fundamentelere onderscheid tussen actieve en reactieve cultuurkritiek. 

## Historische cultuurkritiek
Het evalueren van de menselijke maatschappij, met daarbij behorende tradities, normen en waarden, ideologieën, heeft een ontwikkeling doorgemaakt, parallel aan de filosofie. Humanisme, renaissance, verlichting, romantiek en modernisme, met ieder een eigen wereldbeeld en mentaliteit, volgden elkaar op, cq vloeiden in elkaar over, bijvoorbeeld in het denken en de kunst. Steeds leek daarbij de emancipatie van het menselijk individu het doel. Denkers als Nietzsche en Foucault wezen echter iedere vorm van vooruitgangsgeloof als interpretatiekader voor de menselijke geschiedenis af. 
De pluriformiteit in de visie op cultuur en de differentiatie in het menselijk denken laat zien dat de mens niet op weg is naar een einddoel. Verschillende methodes en doelstellingen blijven naast elkaar bestaan. Sommige critici gaan dialectisch te werk en reageren op hun (directe) voorgangers. Anderen gaan psychologisch te werk en analyseren zichzelf en anderen. Weer anderen gaan historisch te werk en vergelijken verschillende periodes uit de cultuurgeschiedenis om de eigen tijd te analyseren.

## Vormen van cultuurkritiek
Er zijn verscheidene vormen van cultuurkritiek mogelijk. Naast expliciete literaire vormen zoals het manifest, essay of pamflet, behoort ook de satire tot de cultuurkritiek. Implicietere, onuitgesproken kritiek kan geleverd worden via literatuur, film of theater. Ook wetenschap kan de drager zijn van cultuurkritiek, vooral de sociologie, antropologie en geschiedfilosofie. Cultuurkritiek hoeft niet enkel een idee te zijn, maar komt soms ook tot uiting in acties en praktijken.